# Vardøya
Vardøya è un'isola che fa parte ed è sede del comune di Vardø in Norvegia. Si trova a circa 1 km ad est della costa nella parte orientale del Finnmark.
L'isola è separata dalla terraferma da uno stretto chiamato Bussesundet ed è collegata tramite un tunnel lungo poco meno di 3 km che fa parte della Strada europea E75.
Vardøya è talvolta considerata come composta da due isole, probabilmente un tempo separate e ora unite da una stretta lingua di terra chiamata Valen, la parte più occidentale è chiamata Vestøya ed è di forma stretta e allungata, nella parte centrale si trova la fortezza Vardøhus mentre nella parte settentrionale si trova l'installazione chiamata Steilneset Memorial progettato dalla scultrice Louise Bourgeois e dall'architetto svizzero Peter Zumthor in memoria di una cruenta caccia alle streghe avvenuta nella regione durante il XVII secolo.
La parte orientale dell'isola è chiamata Austøya ed è più piccola ma è quella dove si trovano la maggioranza degli edifici tra cui la chiesa e le scuole superiori. Su questa parte si trova anche il principale rilievo dell'isola chiamato Vårberget (circa 60 m s.l.m.) sul quale si trova dal 1952 una base delle forze armate norvegesi.
Il traghetto Hurtigruten fa scalo sull'isola, l'attracco si trova nella baia delimitata dalle due parti dell'isola.